# Fehlanflug
Als Fehlanflug (englisch missed approach, MA) bezeichnet man einen aus Sicherheitsgründen abgebrochenen  Landeanflug. Der Abbruch erfolgt mittels Durchstarten des Luftfahrzeuges. Im Falle eines Anfluges nach Instrumentenflugregeln (IFR) wird unverzüglich das entsprechende Fehlanflugverfahren eingeleitet.

## Ursachen für einen Fehlanflug
Mögliche Ursachen für einen Fehlanflug sind unter anderem:
- Erreichen der Hindernisfreigrenze OCA/H ohne Sichtkontakt zur Landebahn oder Anflugbefeuerung beim Instrumentenflug[1] (siehe auch: Fehlanflugpunkt)
- zu hoher oder zu schneller Anflug[1]
- Landebahn oder Sicherheitsbereich (Streifen) nicht frei
- Entscheidung des verantwortlichen Luftfahrzeugführers aus bestimmten Gründen
- Verletzung der critical oder sensitive area, dadurch Schwankungen im ILS-Signal (LOC oder GP)
- unvorhersehbare Wettereinflüsse (z. B. Windböen) beim Aufsetzen
- Verfehlen aller Fangseile auf einem Flugzeugträger

## Fehlanflugverfahren
Bei Flügen nach Sichtflugregeln liegt es im Ermessen des Piloten, bei einem Fehlanflug die Lage zu beurteilen und entsprechend zu handeln. Wenn der angeflogene Flugplatz eine Kontrollzone besitzt, wird die Flugverkehrskontrolle gegebenenfalls Anweisungen geben.

Anflugkarte für einen ILS-Anflug auf die Piste 15 des Flugplatzes Tacoma Narrows. Die für einen Fehlanflug relevanten Informationen wurden hier nachträglich rot hervorgehoben.

Für Flüge nach Instrumentenflugregeln ist für jedes an einem Flugplatz verfügbare Anflugverfahren genau ein Fehlanflugverfahren (missed approach procedure) definiert und in der entsprechenden Anflugkarte veröffentlicht. Jedes Verfahren hat einen definierten Anfangs- und Endpunkt und gewährt dem Piloten Hindernisfreiheit.
Üblicherweise besteht das Fehlanflugverfahren aus drei Phasen: Die initial phase beginnt mit Erreichen des Fehlanflugpunktes (MAPt) und dient der Einleitung des Durchstartens. Sie endet, wenn das Flugzeug in den Steigflug übergeht (start of climb, SOC). In der folgenden intermediate phase wird der Steigflug fortgesetzt und die Besatzung beginnt mit etwaigen Kurskorrekturen. Wenn eine Hindernisfreiheit von 50 m sicher erreicht ist, beginnt die final phase. Für gewöhnlich werden erst in dieser Phase Kursänderungen (Kurven) vorgeschrieben. Die letzte Phase endet, wenn ein weiterer Anflug, eine Warteschleife oder der Weiterflug zu einem anderen Flugplatz eingeleitet wird.